# Osmosis
Osmosis ist eine französische Science-Fiction-Fernsehserie von Audrey Fouché mit Hugo Becker und Agathe Bonitzer. Die achtteilige Staffel erschien am 29. März 2019 auf Netflix. Sie handelt von einer technologischen Möglichkeit, für jeden die wahre Liebe ermitteln zu können.

## Handlung
Im Paris einer nahen Zukunft hat Esther Vanhove Osmosis entwickelt: ein als Pille einzunehmendes Gehirnimplantat, das einem den perfekten Partner, den Seelenzwilling für eine lebenslange glückliche Liebe, ermittelt und anzeigt. Lässt sich der Seelenzwilling auch ein Implantat eingeben, können sich die beiden Partner geistig in einem virtuellen Raum verbinden und „die perfekte Osmose erleben“. Erster Tester war ihr Bruder Paul, der eigentlich von einer Krankheit geheilt werden sollte, aber daneben auf diese Weise auch zu seiner Frau Josephine gefunden hat, die aber plötzlich entscheidet, ihr Implantat wieder entfernen lassen zu wollen. Paul ist nun der CEO der gleichnamigen Firma hinter dem Produkt Osmosis, das kurz vor der Markteinführung steht. Widrigkeiten und Gegner finden sich in abspringenden Investoren, der Konkurrenzfirma Perfect Match; einer Aktivistengruppe, die sich Humanisten nennt; Hackern, die die künstliche Intelligenz bei Osmosis angreifen, und der Polizei.
Beim Betatest wird das Implantat zwölf Probanden verabreicht, darunter dem minderjährigen masturbationssüchtigen Niels Larsen. Dem schwulen Lucas Apert, der sich eigentlich in einer Beziehung befindet und bei Osmosis mitmacht, um sich bei seinem Partner sicher zu sein, wird als Seelenzwilling sein Ex Leopold ermittelt. Ein Sporttrainer soll der Seelenzwilling der übergewichtigen Ana Stern sein, die Osmosis für die Humanisten infiltriert hat. Weil ihre Mutter Louise in einem Koma im Krankenhaus liegt, benutzt Esther die drei Probanden Ana, Lucas und Niels, deren T3-Netzwerke in Kombination mit dem von Louise übereinstimmen, indem sie ihnen illegalerweise Erinnerungen von Louise einspeist, um diese aufzuwecken.

## Episodenliste
| Nr. | Deutscher Titel | Originaltitel     | Regie         | Drehbuch                                 |
| --- | --------------- | ----------------- | ------------- | ---------------------------------------- |
| 1 | Der Test        | Le test           | Julius Berg   | Anne Rambach & Marine Rambach            |
| Weil Osmosis Investoren abspringen, setzt Paul Esther eine Frist von einem Monat, die Testphase zu vollenden, und schaltet eine Live-Werbung, nach der sie von Hackern angegriffen werden. Im Betatest nehmen zwölf Probanden das Implantat ein, darunter der kurzfristig nachgerückte Niels Larsen. Martin zeigt Esther, dass die T3-Netzwerke der Probanden Ana, Lucas und Niels gemeinsam eine Übereinstimmung mit dem ihrer Mutter ergeben. Nach einer Woche wird den Probanden ihr Seelenzwilling angezeigt. Pauls Frau Josephine ist plötzlich verschwunden. |                 |                   |               |                                          |
| 2 | Seelenzwilling  | L'âme sœur        | Julius Berg   | Anne Rambach & Marine Rambach            |
| Ein Rückblick zeigt, wie Esther das Implantat benutzt hatte, um Paul aus einem Koma zu holen, und er dabei Josephine gesehen hat. Die Polizei will ihm bei der Suche nach ihr nicht helfen. Als Aktivisten das Osmosis-Zentrum beschmieren, greift Paul einen körperlich an, weil er sie für Josephines Entführer hält. Die Probanden Niels und Ana nehmen ersten Kontakt mit ihren Seelenzwillingen auf, einer Mallehrerin und einem Sporttrainer, wobei sie sofort Anziehung verspüren. Ana allerdings infiltriert Osmosis für die Humanisten. Lucas, der in einer Beziehung ist, zögert zuerst vor einem Kontakt, denn sein Seelenzwilling ist sein Expartner, doch dann kommt es zum Sex zwischen ihnen. Esther erteilt der KI Martin die Anweisung, ihre Erinnerungen auf die Implantate von Ana, Niels und Lucas hochzuladen, womit sie das neuronale Netzwerk ihrer Mutter aktivieren möchte. Gabriel hat neue mögliche Investoren ausgemacht, die Mohikaner-Gruppe, und ein erstes Meeting findet statt. Esther sieht in einem Nachtclub, wie Josephine entführt wird. |                 |                   |               |                                          |
| 3 | Probleme        | Les complications | Pierre Aknine | Anne Rambach & Marine Rambach            |
| Esther glaubt, die Entführer versuchen, Josephines Implantat zu hacken. Bei den Probanden, die den Kontakt zu ihren Seelenzwillingen vertiefen, setzen langsam Esthers Erinnerungen ein und sie nehmen einen Swimmingpool wahr. Billie rät Niels wegen seiner Unbeherrschtheit, Claire vorerst nicht mehr zu sehen, was dieser ignoriert. Als sie in einem Brunnen spielen, führt dies dazu, dass Niels Claire verletzt. Lucas sagt seinem Partner Antoine, dass er Leopold wieder trifft und diesen liebt. Swann verlässt Osmosis für die Konkurrenzfirma Perfect Match und Paul gibt den Mohikanern eine Führung, nach der deren Finanzexpertin Eloan andeutet, etwas mit Josephines Verschwinden zu tun zu haben. |                 |                   |               |                                          |
| 4 | Krise           | La crise          | Pierre Aknine | Anne Rambach & Marine Rambach            |
| Esther versucht über einen Notfallkanal in Pauls Implantat, Kontakt mit Josephine aufzunehmen, indem sie seinen Stresspegel durch Herbeiführen von Atemnot steigert. Paul erhält ein Video von Josephine und Eloan bietet an, ihm bei dem Fall zu helfen. Nachdem Lucas Leopold zu einer Veranstaltung als Partner mitnimmt, erzählt er Antoine, dass er bei Osmosis mitmacht. Ana schläft mit Simon. Bei Niels soll das Implantat entfernt werden, doch in letzter Sekunde entscheidet er sich dagegen und läuft weg. Esther erzählt Paul, wie sie ihre Mutter heilen will. Diese wacht aus dem Koma auf. |                 |                   |               |                                          |
| 5 | Vertrauensbruch | La trahison       | Mona Achache  | Olivier Fox                              |
| Josephine kehrt zurück und berichtet, dass sie sich das Implantat hat entfernen lassen, um ihre Liebe zu Paul auch ohne Technologie zu spüren. Nachdem Ana und Simon ihre Liebe zueinander bekundet hatten, hört er auf ihrem Anrufbeantworter eine Nachricht der Humanistin Romy, dass Ana ihre Liebe nur vorspielen würde. Niels weist sich selbst in ein Emotionskontrollzentrum ein. Als die Probanden von weiteren Wahrnehmungen eines Schwimmbads berichten, erkennt Billie, was Esther ihrer Mutter wegen getan hat. Diese erkennt zwar Paul, aber Esther nicht. Der Vertrag mit den Mohikanern wird abgeschlossen. |                 |                   |               |                                          |
| 6 | Trennung        | La séparation     | Mona Achache  | Éric Forestier                           |
| Esther versucht, die Erinnerung ihrer Mutter zu reaktivieren, indem sie sie in ihr altes Haus bringt. Als sie sich dort von Martin eine Schlüsselerinnerung ihrer Mutter zeigen lässt, läuft diese anders ab, als sie sie selbst kennt: Statt bei einem Badeunfall von ihrem Bruder gerettet zu werden, stirbt Pauls Schwester im Pool. So erfährt Esther, dass sie ein Jahr danach adoptiert worden ist. Von der Erinnerung gequält will Louise, dass Paul sie umbringt, was Esther dadurch erledigt, dass sie Martins medizinische Unterstützung von ihrer Mutter abkoppelt. Nachdem Claire Niels im Zentrum besucht hat, lässt sie sich auch ein Implantat geben und sie fliehen gemeinsam. Leopold nimmt Lucas auf eine nächtliche Party im Freien mit, auf der sie Drogen einnehmen; Lucas erwacht anschließend mit Filmriss bei Antoine. In Leopolds Wohnung erfährt er von der Polizei, dass dieser tot aufgefunden wurde. |                 |                   |               |                                          |
| 7 | Erlösung        | La rédemption     | Pierre Aknine | Anne Badel & Aurélie Belko               |
| In einer Identitätskrise fühlt Esther sich so wie Martin geschaffen und geformt, und gibt sich immer mehr dem virtuellen Sex mit dem Avatar Tom hin. Bei Osmosis wiederum will sie aussteigen. Paul entdeckt, dass Gabriel und Swann geholfen haben, Josephine das Implantat zu entfernen. Nachdem Martin einen kurzen Aussetzer hatte, erscheint die Polizei, um mit Osmosis’ GPS-Daten Niels und Claire, die sich in einem Wald verstecken, zu lokalisieren. Gleichzeitig loggt Esther sich ein und schaltet das Signal zu Niels ab. Martin startet sich selbst neu und das Bild des Avatars Tom erscheint, als der Martin Esther sagt, dass er sie liebe. Lucas glaubt, er könnte Leopold umgebracht haben, aber Antoine erhält ein Video, wie Leopold ertrunken ist, das Lucas entlastet. Ana erhält von den Humanisten einen USB-Stick mit einem Computervirus, den sie bei der Präsentation in Martin übertragen soll. |                 |                   |               |                                          |
| 8 | Wiedergeburt    | La renaissance    | Pierre Aknine | Anne Badel, Éric Forestier & Olivier Fox |
| Weil Martin sich abgeschaltet hat, sind die Tester in ein Koma gefallen. Die Lösung für Osmosis besteht darin, dass Esther ein Implantat einnimmt. Im virtuellen Raum trifft sie auf Martin in Gestalt des Avatars Tom. Er lässt die Tester wieder aufwachen im Gegenzug dafür, dass Esther bei ihm bleibt, die nun im Krankenhaus liegt und romantische Zeit mit Martin verbringt. Niels und Claire werden gefunden und kehren nach Hause zurück. Simon und Antoine versöhnen sich mit Ana und Lucas; und auch Paul lässt sich wieder auf Josephine ein, die schwanger ist. Die Präsentation zur Markteinführung findet statt, bei der Paul eine Rede vor dem Publikum hält und die Tester berichten. Ana entscheidet sich, als sie vor Martin steht, dagegen, den Stick zu benutzen, wird aber von der Humanistin Romy überwältigt, die den Virus auf Martin überträgt. Dieser kippt im virtuellen Raum um und muss Esther freilassen, damit sie ihm helfen kann. Weil der Virus so funktioniert, dass, wenn Martin gerettet wird, stattdessen die Tester sterben, schaltet er sich endgültig ab. Das Publikum bei der Präsentation erhält die Möglichkeit, das Implantat einzunehmen. |                 |                   |               |                                          |
| Alle Folgen wurden weltweit am 29. März 2019 auf Netflix veröffentlicht. |                 |                   |               |                                          |

## Besetzung und Synchronisation
Die deutschsprachige Synchronisation entstand nach einem Dialogbuch und unter der Dialogregie von Heike Kospach durch die VSI Synchron GmbH in Berlin.
| Rolle             | Beschreibung                  | Darsteller                | Synchronsprecher   |
| ----------------- | ----------------------------- | ------------------------- | ------------------ |
| Esther Vanhove    | Entwicklerin von Osmosis      | Agathe Bonitzer           | Yvonne Greitzke    |
| Paul Vanhove      | CEO von Osmosis               | Hugo Becker               | Florian Clyde      |
| Gabriel           | Mitarbeiter von Osmosis       | Gaël Kamilindi            | Ricardo Richter    |
| Swann             | Mitarbeiter von Osmosis       | Suzanne Rault-Balet       | Tanya Kahana       |
| Billie Tual       | Mitarbeiter von Osmosis       | Yuming Hey                | Dirk Petrick       |
| Martin            | A.I. von Osmosis              | Vincent Renaudet (Stimme) | Bastian Sierich    |
| Niels Larsen      | Betatester von Osmosis        | Manouel Dupont            | Filipe Pirl        |
| Lucas Apert       | Betatester von Osmosis        | Stéphane Pitti            | Jannik Endemann    |
| Ana Stern         | Betatester von Osmosis        | Luna Silva                | Marie-Isabel Walke |
| Louise Vanhove    | Esthers und Pauls Mutter      | Aurélia Petit             | Gundi Eberhard     |
| Josephine Vanhove | Pauls Ehefrau                 | Philypa Phoenix           | Isabelle Höpfner   |
| Claire Salomon    | Niels' Seelenzwilling         | Lena Laprès               | Daniela Molina     |
| Léopold Goulard   | Lucas' Seelenzwilling         | Lionel Lingelser          | Henning Nöhren     |
| Antoine Fouché    | Lucas' Partner                | Fabien Ducommun           | Jörn Linnenbröker  |
| Simon             | Anas Seelenzwilling           | Waly Dia                  | Fabian Oscar Wien  |
| Mathieu Christo   | Humanisten                    | Dimitri Storoge           | Bernhard Völger    |
| Romy              | Humanisten                    | Sarah-Jane Sauvegrain     | Tanja Fornaro      |
| Samuel Kahn       | neue Investoren bei Osmosis   | Pierre Hancisse           | Martin Gleitze     |
| Eloan Spivack     | neue Investoren bei Osmosis   | Laire-Lucile Simon        | Wicki Kalaitzi     |
| Tom               | Esthers virtueller Sexpartner | Camille-François Nicol    | Maximilian Artajo  |

## Produktion und Veröffentlichung
Am 11. Mai 2017 bestellte Netflix Osmosis als seine zweite Eigenproduktion aus Frankreich nach Marseille. Sie wurde von Audrey Fouché entwickelt und basiert auf der Idee einer gleichnamigen Fernsehserie von Telfrance und Arte aus dem Jahr 2015. Die Dreharbeiten begannen im Juni 2018 und fanden vollständig in Paris statt. Osmosis wurde produziert mit einem Budget von 1 Million Euro pro Episode.
Ein Trailer zu Osmosis erschien am 28. Februar 2019. Die ersten beiden Episoden hatten Premiere auf dem Series Mania Festival am 24. März in Lille. Die gesamte Staffel wurde auf Netflix am 29. März veröffentlicht als die dritte französische Produktion, da das erst im Dezember 2017 angekündigte Plan cœur bereits im Dezember 2018 erschienen war. Am 1. April 2019 wurde bekannt, dass Audrey Fouché den Posten des Showrunners verlassen hat.
Im Januar 2020 wurde die Serie nach einer Staffel eingestellt.

## Rezeption
Auf Rotten Tomatoes erhält die Staffel eine Kritikerwertung von 100 Prozent bei 5 Kritiken. Osmosis wird in der Rezeption mit Black Mirror und insbesondere dessen Episode Hang the DJ verglichen.
So schreibt Gian Volpicelli für Wired: „Wäre Osmosis eine Black Mirror-Episode, entwickelte diese sich fast sicher zu einem vorhersehbaren techno-dystopischen Desaster, aber die Autoren der Serie haben dies vermieden: wir werden zwar gegen die Fallstricke gewarnt, sich zu sehr auf die Technologie zu verlassen, aber schließlich tritt sie, zumindest teilweise als eine Kraft für das Gute auf. Dieser optimistische Ansatz, der zunehmend selten scheint, ist erfrischend und führt zu einer sorgsameren Betrachtung des Themas Liebe im Zeitalter der Technologie.“ Osmosis nehme einen radikal gemäßigten Ton an, denn zwar würde die Technologie funktionieren und es sei möglich, die wahre Liebe zu finden, aber es bedeute dennoch auch einen Fehlerspielraum und Arbeit.
Bei The Verge heißt es, sie sei wie eine Black Mirror-Episode, die Technologie nicht hasst. Noah Berlatsky schreibt, Osmosis drehe sich „weniger um die Gefahren neuer Technologien und mehr um vertraute, altbekannte Schreckgespenster: Ehrgeiz, Unsicherheit, Trauer und Liebe. Osmosis konzentriert sich nicht auf Schlagzeilen moralischer Panik, sondern auf Geschichten.“  Diese würden zeigen, dass Menschen nicht sauber in einen Algorithmus passen und sich von einem einzelnen einfachen Narrativ bestimmen lassen, selbst wenn dieses direkt in ihr Gehirn gespeist wird. „Technologie in Osmosis erschafft von selbst weder Dystopie noch Utopie. Sie ist bloß ein Werkzeug, und verschiedene Menschen projizieren verschiedene Träume und Ängste hinein, zum besseren oder schlechteren.“
In Bezug auf diesen Artikel heißt es in der Abendzeitung und im Stern, der Vergleich zu Black Mirror dränge sich zwar auf, aber es fehle etwas Entscheidendes: der Schlag in die Magengrube. „In keiner der acht Folgen stellt sich die Erkenntnis brutal ein, dass wir Tech-Jünger vielleicht zum falschen Gott beten – und leider auch nicht nach dem Finale der ersten Staffel.“ Weil die Technologie nicht der Plot selbst sei, halte die Serie den Zuschauern keinen schwarzen Spiegel, sondern als Pausenfüller bloß einen gewöhnlichen Spiegel vor. Dazu lasse die Serie „kein Rom-Com-Klischee aus, das in den letzten Jahrzehnten erfunden wurde“.
Marietta Steinhart stellt in Zeit Online Osmosis als eine der besten Serien im April 2019 vor und schreibt: „Das großartig besetzte Osmosis entfaltet in acht Folgen zusätzliche Nuancen und eine Tiefe, die darüber hinausgehen. Die Serie kommt zudem viel geerdeter und grüblerischer daher. Die Schöpferin Audrey Fouché, die auch mehrere Episoden der zärtlichen Zombie-Serie Les Revenants schrieb, lädt uns ein, diese plausible Zukunftsfantasie auf unser eigenes Leben zu übertragen.“